# Haras

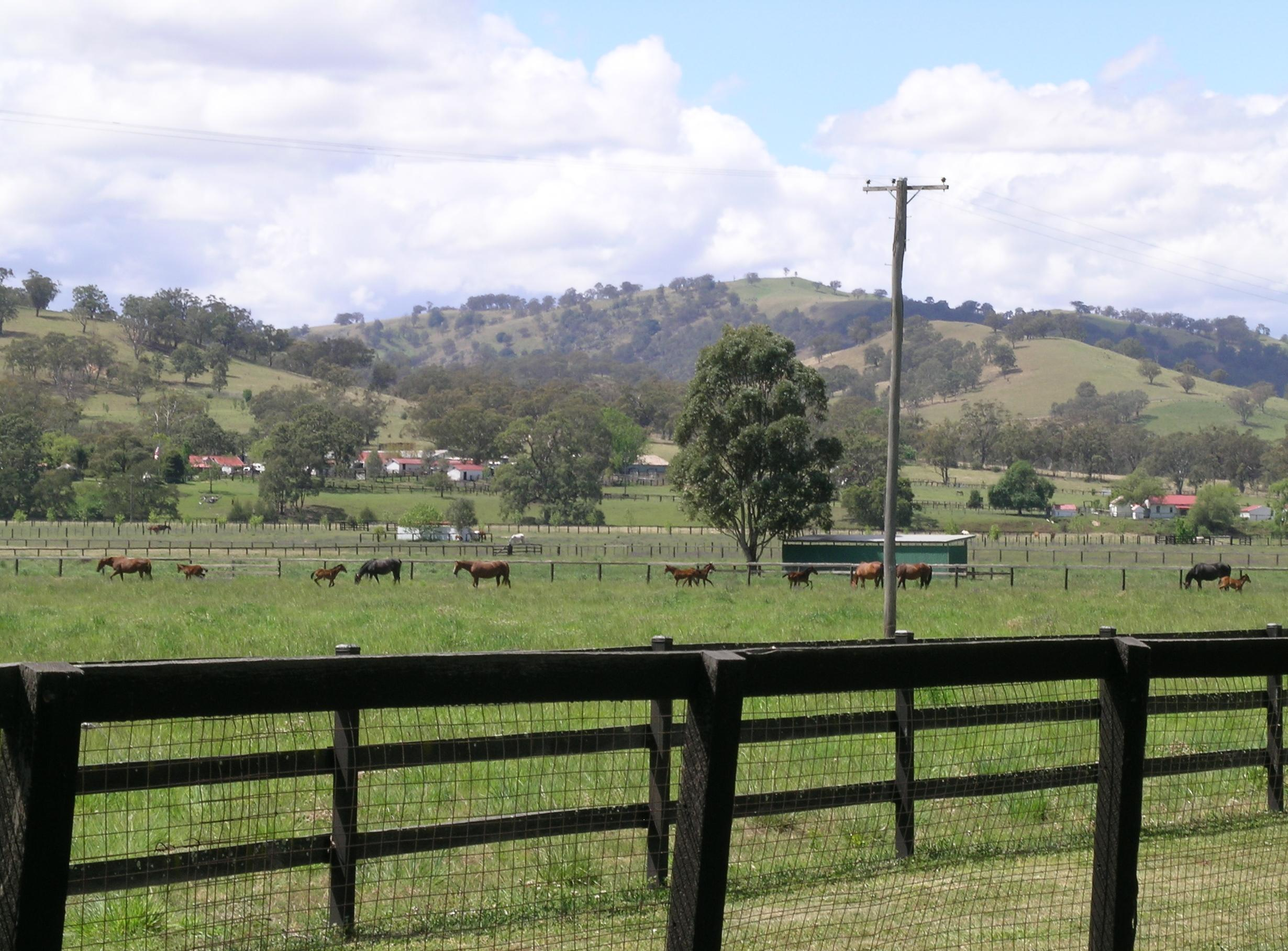
Um haras em Murrurundi, New South Wales.

Um haras (português brasileiro) ou uma coudelaria (português europeu) é um estabelecimento onde se criam e reproduzem raças de cavalos.

## Etimologia
Coudelaria vem de capitão, ou mais precisamente de coudel que significava capitão de cavalaria e que derivou em chefe de estabelecimento onde se criam e reproduzem cavalos. Ambas as palavras vêm do latim caput, significando cabeça, com a conotação de chefia.
Quanto a haras é um francesismo que designa um conjunto de cavalos destinado à reprodução, derivando daí o nome do estabelecimento.

## História

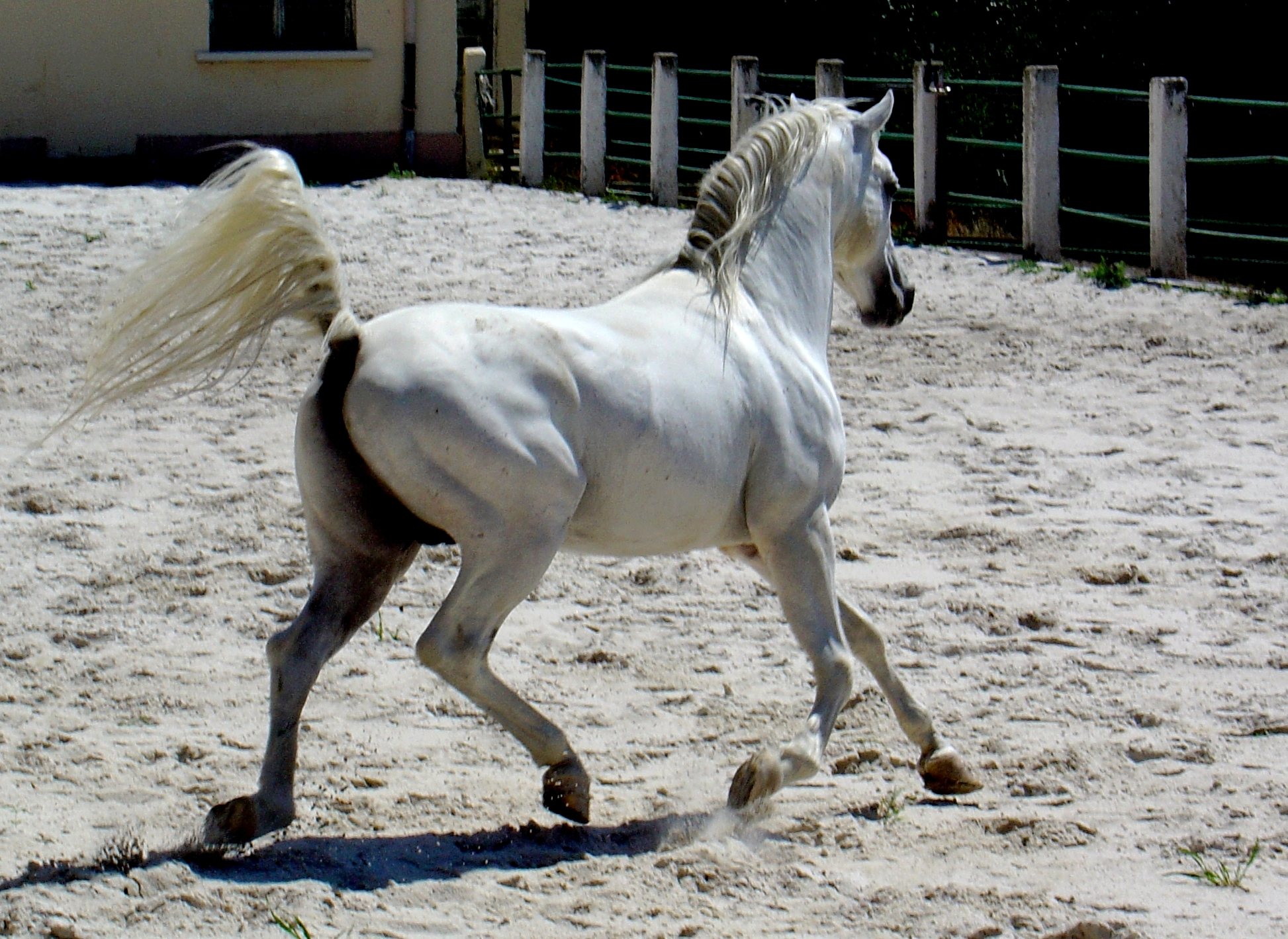
Cavalo árabe, uma raça de cavalo aprimorada dentro dos haras.

O primeiro haras estatal foi criado pelo rei francês Luís XIV em 1665 para uso real e do exército. Após a revolução francesa o decreto de 1790 aboliu a instituição do referido haras, símbolo de privilégios e suprimiu toda a regulamentação destinada a melhoramento de raças de cavalo.
Em 1806 Napoleão restaurou os haras estatais na França com a supervisão do ministério do interior, e em 1870 a instituição retornou à supervisão do ministério da agricultura.
Em Portugal a primeira coudelaria criada foi a Coudelaria de Alter fundada em 1748 no reinado de D. João V com o objectivo de proporcionar o abastecimento do Picadeiro Real com cavalos de sela e alta-escola todos de produção nacional. Foi nela que se criou a raça Alter-Real e onde se começou a utilizar o ano equestre com letras (principiando o ano "A" em 1 Julho de 1751 e terminando em 30 de Junho de 1752, seguindo as letras do alfabeto excluindo K, W e Y).